# Майлен (Іллінойс)
Майлен (англ. Milan) — селище (англ. village) в США, в окрузі Рок-Айленд штату Іллінойс. Населення — 5097 осіб (2020).

## Географія
Майлен розташований за координатами 41°26′4″ пн. ш. 90°33′44″ зх. д. / 41.43444° пн. ш. 90.56222° зх. д. (41.434557, -90.562213).  За даними Бюро перепису населення США в 2010 році селище мало площу 16,74 км², з яких 15,20 км² — суходіл та 1,54 км² — водойми. В 2017 році площа становила 17,59 км², з яких 16,06 км² — суходіл та 1,54 км² — водойми.

## Демографія
Згідно з переписом 2010 року, у селищі мешкало 5099 осіб у 2323 домогосподарствах у складі 1366 родин. Густота населення становила 305 осіб/км².  Було 2424 помешкання (145/км²).
Расовий склад населення:
| - 89,8 % — білих - 5,0 % — чорних або афроамериканців - 0,8 % — азіатів - 0,4 % — корінних американців |

До двох чи більше рас належало 3,1 %. Частка іспаномовних становила 4,5 % від усіх жителів.
За віковим діапазоном населення розподілялося таким чином: 23,1 % — особи молодші 18 років, 59,9 % — особи у віці 18—64 років, 17,0 % — особи у віці 65 років та старші. Медіана віку мешканця становила 39,9 року. На 100 осіб жіночої статі у селищі припадало 90,5 чоловіків;  на 100 жінок у віці від 18 років та старших — 88,2 чоловіків також старших 18 років.
Середній дохід на одне домашнє господарство  становив 54 401 долар США (медіана — 39 795), а середній дохід на одну сім'ю — 75 330 доларів (медіана — 55 615). Медіана доходів становила 46 206 доларів для чоловіків та 34 773 долари для жінок. За межею бідності перебувало 13,5 % осіб, у тому числі 20,9 % дітей у віці до 18 років та 7,8 % осіб у віці 65 років та старших.
Цивільне працевлаштоване населення становило 2418 осіб. Основні галузі зайнятості: виробництво — 17,9 %, освіта, охорона здоров'я та соціальна допомога — 17,2 %, роздрібна торгівля — 14,0 %.